# Verein für Leibesübungen von 1899 2000-2001
Questa voce raccoglie le informazioni riguardanti il Verein für Leibesübungen von 1899 nelle competizioni ufficiali della stagione 2000-2001.

## Stagione
Nella stagione 2000-2001 l'Osnabrück, allenato da Michael Lorkowski, Lothar Gans e Jürgen Gelsdorf, concluse il campionato di 2. Bundesliga al 15º posto. In Coppa di Germania l'Osnabrück fu eliminato al primo turno dall'Hannover 96.

## Rosa
| N. |                        | Ruolo | Calciatore          |
| -- | ---------------------- | ----- | ------------------- |
| 1  | Germania (bandiera)    | P     | Uwe Brunn           |
| 2  | Germania (bandiera)    | C     | Antoine Hey         |
| 3  | Germania (bandiera)    | D     | Matthias Rose       |
| 4  | Germania (bandiera)    | D     | Günther Baerhausen  |
| 5  | Germania (bandiera)    | D     | Kay Wenschlag       |
| 6  | Germania (bandiera)    | D     | Sven Teichmann      |
| 6  | Germania (bandiera)    | C     | Wolfgang Schütte    |
| 7  | Germania (bandiera)    | C     | Lars Schiersand     |
| 7  | Germania (bandiera)    | C     | Guido Spork         |
| 8  | Stati Uniti (bandiera) | C     | Joe Enochs          |
| 9  | Germania (bandiera)    | A     | Jacek Janiak        |
| 10 | Germania (bandiera)    | A     | Daniel Thioune      |
| 11 | Germania (bandiera)    | A     | Christian Claaßen   |
| 12 | Germania (bandiera)    | P     | Christopher Jürgens |

| N. |                        | Ruolo | Calciatore             |
| -- | ---------------------- | ----- | ---------------------- |
| 16 | Germania (bandiera)    | D     | Matthias Plump         |
| 18 | Germania (bandiera)    | A     | Michael Petri          |
| 19 | Turchia (bandiera)     | D     | Kemal Halat            |
| 20 | Germania (bandiera)    | D     | Alexander Ukrow        |
| 21 | Germania (bandiera)    | C     | Alexander Rosen        |
| 21 | Germania (bandiera)    | C     | Artur Zimmermann       |
| 22 | Gambia (bandiera)      | C     | Abu Njie               |
| 23 | Germania (bandiera)    | C     | Dennis Weiland         |
| 24 | Germania (bandiera)    | D     | Jörn Schwinkendorf     |
| 24 | Germania (bandiera)    | A     | Jens Hülsmann          |
| 30 | Germania (bandiera)    | C     | Ansgar Brinkmann       |
|    | Austria (bandiera)     | A     | Christoph Westerthaler |
|    | Stati Uniti (bandiera) | A     | Jeff Yu                |

## Organigramma societario
Area tecnica
- Allenatore: Jürgen Gelsdorf
- Allenatore in seconda: Klaus Baumanns, Thorsten Haas
- Preparatore dei portieri:
- Preparatori atletici:

## Calciomercato

### Sessione estiva
| Acquisti | Acquisti            | Acquisti           | Acquisti |
| R.       | Nome                | da                 | Modalità |
| -------- | ------------------- | ------------------ | -------- |
| C        | Ansgar Brinkmann    | TeBe Berlino       |          |
| C        | Antoine Hey         | Fortuna Düsseldorf |          |
| P        | Christopher Jürgens | Holstein Kiel      |          |
| C        | Lars Kindgen        | Holstein Kiel      |          |
| C        | Abu Njie            | TeBe Berlino       |          |
| A        | Michael Petri       | Saarbrücken        |          |
| D        | Jörn Schwinkendorf  | Cardiff City       |          |
| D        | Sven Teichmann      | Eintracht Treviri  |          |
| D        | Alexander Ukrow     | SV Wilhelmshaven   |          |
| D        | Michael Yobo        | Auxerre            |          |

| Cessioni | Cessioni         | Cessioni          | Cessioni |
| R.       | Nome             | a                 | Modalità |
| -------- | ---------------- | ----------------- | -------- |
| D        | Marko Kück       | SV Wilhelmshaven  |          |
| D        | Marc Bury        | SV Wilhelmshaven  |          |
| A        | Cem Efe          | Babelsberg        |          |
| P        | Manuel Greil     | Holstein Kiel     |          |
| A        | Uwe Hartenberger | Eintracht Treviri |          |
| C        | Sebastian Lodter | SV Wilhelmshaven  |          |
| C        | Guido Spork      | Hannover 96       |          |
| A        | Marco Toppmöller | Kaiserslautern    |          |
| D        | Hasan Vural      | Erzurumspor       |          |

### Sessione invernale
| Acquisti | Acquisti               | Acquisti              | Acquisti |
| R.       | Nome                   | da                    | Modalità |
| -------- | ---------------------- | --------------------- | -------- |
| D        | Kemal Halat            | Fortuna Düsseldorf    |          |
| C        | Alexander Rosen        | Eintracht Francoforte |          |
| A        | Christoph Westerthaler | FSV Francoforte       |          |

| Cessioni | Cessioni     | Cessioni         | Cessioni |
| R.       | Nome         | a                | Modalità |
| -------- | ------------ | ---------------- | -------- |
| C        | Lars Kindgen | SV Wilhelmshaven |          |

## Risultati

### 2. Bundesliga

#### Girone di andata
| Arbitro: | Aust |

|                                  |           |             |
| Aračić 22’ Bode 71’ Labbadia 83’ | Marcatori | 23’ Weiland |

| Arbitro: | Krug |

|                   |           |                                     |
| Janiak 33’ (rig.) | Marcatori | 49’ van Lent 55’ Osthoff 66’ Korell |

| Arbitro: | Kinhöfer |

|                               |           |  |
| Felgenhauer 28’ Škarabela 56’ | Marcatori |  |

| Arbitro: | Voss |

|                   |           |                 |
| Köhler 32’ (aut.) | Marcatori | 73’ Krupniković |

| Arbitro: | Kreyer |

|                       |           |             |
| Choji 45’ Grozavu 66’ | Marcatori | 31’ Claaßen |

| Arbitro: | Fleischer |

|  |           |             |
|  | Marcatori | 90’ Stendel |

| Arbitro: | Scheppe |

|                        |           |          |
| Claaßen 8’ Thioune 10’ | Marcatori | 90’ Otto |

| Arbitro: | Kammerer |

|                                              |           |                        |
| Vier 17’ Judt 46’, 67’ Madžar 82’ Toborg 88’ | Marcatori | 73’ Enochs 76’ Claaßen |

| Arbitro: | Lange |

|                  |           |             |
| Thioune 40’, 67’ | Marcatori | 52’ Ouakili |

| Aquisgrana 28 ottobre 2000, ore 15:00 CEST 10ª giornata | Alemannia Aquisgrana | 0 – 0 referto | Osnabrück | Stadio Tivoli (12 800 spett.)\| Arbitro: \| Haupt \| |
| Arbitro:                                                | Haupt                |               |           |                                                      |

| Osnabrück 5 novembre 2000, ore 15:00 CET 11ª giornata | Osnabrück | 0 – 0 referto | St. Pauli | Stadion an der Bremer Brücke (16 000 spett.)\| Arbitro: \| Fröhlich \| |
| Arbitro:                                              | Fröhlich  |               |           |                                                                        |

| Arbitro: | Gagelmann |

|                                    |           |             |
| Stoilov 19’ Driller 33’ Möckel 49’ | Marcatori | 70’ Claaßen |

| Arbitro: | Kircher |

|                |           |              |
| Schiersand 75’ | Marcatori | 38’ Schuster |

| Arbitro: | Steinborn |

|                     |           |  |
| Maier 80’ Cissé 86’ | Marcatori |  |

| Arbitro: | Perl |

|  |           |                                |
|  | Marcatori | 43’ Frommer 69’ (rig.) Malchow |

| Arbitro: | Albrecht |

|                         |           |             |
| Fiél 18’ Zimmermann 58’ | Marcatori | 56’ Schütte |

| Arbitro: | Kammerer |

|           |           |                                    |
| Spork 35’ | Marcatori | 32’ Policella 59’ Sarpei 75’ Wedau |

#### Girone di ritorno
| Arbitro: | Schmidt |

|             |           |  |
| Schütte 59’ | Marcatori |  |

| Mönchengladbach 27 gennaio 2001, ore 15:00 CET 19ª giornata | Borussia M'gladbach | 0 – 0 referto | Osnabrück | Bökelbergstadion (21 800 spett.)\| Arbitro: \| Schmidt \| |
| Arbitro:                                                    | Schmidt             |               |           |                                                           |

| Arbitro: | Schößling |

|                        |           |                |
| Claaßen 2’ Thioune 85’ | Marcatori | 68’ Amanatidīs |

| Arbitro: | Sippel |

|            |           |                       |
| Anders 80’ | Marcatori | 60’ Petri 68’ Claaßen |

| Arbitro: | Kinhöfer |

|                                            |           |                             |
| Brinkmann 15’ (rig.) Winklhofer 66’ (aut.) | Marcatori | 25’ Krieg 90’ (rig.) Bender |

| Arbitro: | Keßler |

|           |           |               |
| Keïta 90’ | Marcatori | 68’ Brinkmann |

| Arbitro: | Margenberg |

|             |           |             |
| Leandro 70’ | Marcatori | 26’ Schütte |

| Osnabrück 9 marzo 2001, ore 19:00 CET 25ª giornata | Osnabrück | 0 – 0 referto | RW Oberhausen | Stadion an der Bremer Brücke (14 800 spett.)\| Arbitro: \| Gagelmann \| |
| Arbitro:                                           | Gagelmann |               |               |                                                                         |

| Arbitro: | Kammerer |

|                      |           |  |
| N'Kufo 34’ Thurk 59’ | Marcatori |  |

| Arbitro: | Stark |

|                                                     |           |         |
| Brinkmann 5’ Claaßen 11’ Thioune 32’, 43’ Petri 78’ | Marcatori | 21’ Xie |

| Arbitro: | Kinhöfer |

|                                |           |                                               |
| Konetzke 64’ Meggle 75’ (rig.) | Marcatori | 15’ Weiland 24’ Brinkmann 26’ Rosen 90’ Petri |

| Arbitro: | Pickel |

|                         |           |               |
| Claaßen 12’ Schütte 90’ | Marcatori | 17’ Krzynówek |

| Arbitro: | Aust |

|                |           |  |
| Zimmermann 10’ | Marcatori |  |

| Arbitro: | Wack |

|  |           |                       |
|  | Marcatori | 30’ Skela 63’ Pasieka |

| Arbitro: | Späker |

|                        |           |  |
| Sumiala 29’ Aduobe 69’ | Marcatori |  |

| Arbitro: | Berg |

|                                   |           |               |
| Thioune 39’, 56’, 70’ Claaßen 45’ | Marcatori | 90’ Carnevale |

| Arbitro: | Wagner |

|                         |           |                         |
| Gruev 20’ Güvenışık 78’ | Marcatori | 40’ Thioune 47’ Claaßen |

### Coppa di Germania
| Arbitro: | Anklam |

|  |           |             |
|  | Marcatori | 40’ Štefulj |

## Statistiche

### Statistiche di squadra
| Competizione      | Punti | In casa | In casa | In casa | In casa | In casa | In casa | In trasferta | In trasferta | In trasferta | In trasferta | In trasferta | In trasferta | Totale | Totale | Totale | Totale | Totale | Totale | DR  |
| Competizione      | Punti | G       | V       | N       | P       | Gf      | Gs      | G            | V            | N            | P            | Gf           | Gs           | G      | V      | N      | P      | Gf     | Gs     | DR  |
| ----------------- | ----- | ------- | ------- | ------- | ------- | ------- | ------- | ------------ | ------------ | ------------ | ------------ | ------------ | ------------ | ------ | ------ | ------ | ------ | ------ | ------ | --- |
| 2. Bundesliga     | 37    | 17      | 7       | 5       | 5       | 24      | 21      | 17           | 2            | 5            | 10           | 16           | 31           | 34     | 9      | 10     | 15     | 40     | 52     | -12 |
| Coppa di Germania | -     | 1       | 0       | 0       | 1       | 0       | 1       | 0            | 0            | 0            | 0            | 0            | 0            | 1      | 0      | 0      | 1      | 0      | 1      | -1  |
| Totale            | 37    | 18      | 7       | 5       | 6       | 24      | 22      | 17           | 2            | 5            | 10           | 16           | 31           | 35     | 9      | 10     | 16     | 40     | 53     | -13 |

### Andamento in campionato
| Giornata  | 1  | 2  | 3  | 4  | 5  | 6  | 7  | 8  | 9  | 10 | 11 | 12 | 13 | 14 | 15 | 16 | 17 | 18 | 19 | 20 | 21 | 22 | 23 | 24 | 25 | 26 | 27 | 28 | 29 | 30 | 31 | 32 | 33 | 34 |
| --------- | -- | -- | -- | -- | -- | -- | -- | -- | -- | -- | -- | -- | -- | -- | -- | -- | -- | -- | -- | -- | -- | -- | -- | -- | -- | -- | -- | -- | -- | -- | -- | -- | -- | -- |
| Luogo     | T  | C  | T  | C  | T  | C  | C  | T  | C  | T  | C  | T  | C  | T  | C  | T  | C  | C  | T  | C  | T  | C  | T  | T  | C  | T  | C  | T  | C  | T  | C  | T  | C  | T  |
| Risultato | P  | P  | P  | N  | P  | P  | V  | P  | V  | N  | N  | P  | N  | P  | P  | P  | P  | V  | N  | V  | V  | N  | N  | N  | N  | P  | V  | V  | V  | P  | P  | P  | V  | N  |
| Posizione | 15 | 16 | 17 | 17 | 17 | 18 | 16 | 18 | 16 | 16 | 16 | 17 | 16 | 17 | 17 | 17 | 17 | 17 | 17 | 17 | 17 | 16 | 16 | 16 | 17 | 17 | 16 | 16 | 14 | 15 | 16 | 16 | 15 | 15 |

Legenda:

Luogo: C = Casa; T = Trasferta. Risultato: V = Vittoria; N = Pareggio; P = Sconfitta.

### Statistiche dei giocatori
| Giocatore        | 2. Bundesliga | 2. Bundesliga | 2. Bundesliga | 2. Bundesliga | Coppa di Germania | Coppa di Germania | Coppa di Germania | Coppa di Germania | Totale   | Totale | Totale      | Totale     |
| Giocatore        | Presenze      | Reti          | Ammonizioni   | Espulsioni    | Presenze          | Reti              | Ammonizioni       | Espulsioni        | Presenze | Reti   | Ammonizioni | Espulsioni |
| ---------------- | ------------- | ------------- | ------------- | ------------- | ----------------- | ----------------- | ----------------- | ----------------- | -------- | ------ | ----------- | ---------- |
| G. Baerhausen    | 5             | 0             | 1             | 0             | 1                 | 0                 | 0                 | 0                 | 6        | 0      | 1           | 0          |
| A. Brinkmann     | 24            | 4             | 4             | 1             | 0                 | 0                 | 0                 | 0                 | 24       | 4      | 4           | 1          |
| U. Brunn         | 34            | 0             | 3             | 0             | 1                 | 0                 | 0                 | 0                 | 35       | 0      | 3           | 0          |
| C. Claaßen       | 33            | 10            | 2             | 0             | 1                 | 0                 | 0                 | 0                 | 34       | 10     | 2           | 0          |
| J. Enochs        | 31            | 1             | 6             | 2             | 1                 | 0                 | 0                 | 0                 | 32       | 1      | 6           | 2          |
| K. Halat         | 16            | 0             | 3             | 0             | 0                 | 0                 | 0                 | 0                 | 16       | 0      | 3           | 0          |
| A. Hey           | 33            | 0             | 2             | 0             | 1                 | 0                 | 0                 | 0                 | 34       | 0      | 2           | 0          |
| J. Hülsmann      | 0             | 0             | 0             | 0             | 0                 | 0                 | 0                 | 0                 | 0        | 0      | 0           | 0          |
| J. Janiak        | 25            | 1             | 3             | 0             | 1                 | 0                 | 0                 | 0                 | 26       | 1      | 3           | 0          |
| C. Jürgens       | 0             | 0             | 0             | 0             | 0                 | 0                 | 0                 | 0                 | 0        | 0      | 0           | 0          |
| L. Kindgen       | 6             | 0             | 0             | 0             | 1                 | 0                 | 0                 | 0                 | 7        | 0      | 0           | 0          |
| A. Njie          | 6             | 0             | 0             | 0             | 0                 | 0                 | 0                 | 0                 | 6        | 0      | 0           | 0          |
| M. Petri         | 25            | 3             | 0             | 0             | 1                 | 0                 | 0                 | 0                 | 26       | 3      | 0           | 0          |
| M. Plump         | 8             | 0             | 0             | 0             | 0                 | 0                 | 0                 | 0                 | 8        | 0      | 0           | 0          |
| M. Rose          | 13            | 0             | 3             | 0             | 0                 | 0                 | 0                 | 0                 | 13       | 0      | 3           | 0          |
| A. Rosen         | 12            | 1             | 2             | 0             | 0                 | 0                 | 0                 | 0                 | 12       | 1      | 2           | 0          |
| L. Schiersand    | 28            | 1             | 8             | 0             | 1                 | 0                 | 0                 | 0                 | 29       | 1      | 8           | 0          |
| J. Schwinkendorf | 22            | 0             | 0             | 0             | 0                 | 0                 | 0                 | 0                 | 22       | 0      | 0           | 0          |
| W. Schütte       | 28            | 4             | 10            | 1             | 1                 | 0                 | 0                 | 0                 | 29       | 4      | 10          | 1          |
| G. Spork         | 20            | 1             | 7             | 0             | 0                 | 0                 | 0                 | 0                 | 20       | 1      | 7           | 0          |
| S. Teichmann     | 5             | 0             | 0             | 0             | 1                 | 0                 | 0                 | 0                 | 6        | 0      | 0           | 0          |
| D. Thioune       | 22            | 10            | 6             | 0             | 1                 | 0                 | 0                 | 0                 | 23       | 10     | 6           | 0          |
| A. Ukrow         | 8             | 0             | 3             | 0             | 0                 | 0                 | 0                 | 0                 | 8        | 0      | 3           | 0          |
| D. Weiland       | 30            | 2             | 7             | 0             | 1                 | 0                 | 0                 | 0                 | 31       | 2      | 7           | 0          |
| K. Wenschlag     | 17            | 0             | 4             | 0             | 1                 | 0                 | 0                 | 0                 | 18       | 0      | 4           | 0          |
| C. Westerthaler  | 7             | 0             | 1             | 0             | 0                 | 0                 | 0                 | 0                 | 7        | 0      | 1           | 0          |
| J. Yu            | 1             | 0             | 0             | 0             | 0                 | 0                 | 0                 | 0                 | 1        | 0      | 0           | 0          |
| A. Zimmermann    | 0             | 0             | 0             | 0             | 0                 | 0                 | 0                 | 0                 | 0        | 0      | 0           | 0          |